# Opostomias
Opostomias is een geslacht van straalvinnige vissen uit de familie van Stomiidae.

## Soorten
- Opostomias micripnus (Günther, 1878)
- Opostomias mitsuii Imai, 1941